# Ga Ttukseom
Ga Ttukseom (Tiếng Hàn: 뚝섬역, Hanja: 뚝섬驛, 纛島驛) là ga tàu điện ngầm trên Tàu điện ngầm Seoul tuyến 2, nằm ở Seongsu-dong 1-ga, Seongdong-gu, Seoul. Có Ga Rừng Seoul trên Tuyến Suin–Bundang cách đó 450 m nhưng đây là ga riêng biệt và bạn có thể chuyển sang Tuyến Suin–Bundang tại Ga Wangsimni.

## Lịch sử
- 30 tháng 6 năm 1983: Tên ga được quyết định là Ga Ttukseom[2]
- 16 tháng 9 năm 1983: Bắt đầu hoạt động với việc khai trương Tàu điện ngầm Seoul tuyến 2 đoạn Euljiro 1(il)-ga ~ Seongsu

## Bố trí ga
| Đại học Hanyang ↑ |
| \| Vòng ngoài     |
| ↓ Seongsu         |

| Vòng ngoài | ●Tuyến 2 | ← Hướng đi Wangsimni · Sindang · Euljiro 1(il)-ga · Tòa thị chính |
| Vòng trong | ●Tuyến 2 | → Hướng đi Seongsu · Đại học Konkuk · Jamsil · Gangnam →          |

## Xung quanh nhà ga
| Lối ra \| 나가는 곳 \| Exit \| 出口 | Lối ra \| 나가는 곳 \| Exit \| 出口 |
| ----------------------------------- | --- |
| 1                                   | Hướng tới cầu Seongdong Trường Đại học Hanyang |
| 2                                   | Seongsu Woobang 1 APT Seongsu Ssangyong |
| 3                                   | Jungang Hightsville APT Bảo tàng nghệ thuật Ttukseom |
| 4                                   | Ttukseom Hyundai APT Seongsu Woobang 2 APT Seoul Forest Haeoreum APT Seongsu Daewoo 2 APT |
| 5                                   | Trường tiểu học Kyungil Trường tiểu học Kyungdong Trường trung học cơ sở và trung học phổ thông Kyungil Dịch vụ phúc lợi và bồi thường cho người lao động Hàn Quốc Chi nhánh Seoul Seongdong SK Techno Building |
| 6                                   | Thư viện Seongdong-gu Seongsu |
| 7                                   | Achasan-ro |
| 8                                   | Trung tâm cộng đồng Seongsu 1-ga 2-dong (Tòa nhà phức hợp) · Trung tâm cứu trợ chứng mất trí nhớ Seongdong-gu Trung tâm thể thao cộng đồng Seongdong-gu Rừng Seoul Trung tâm lọc nước Ttukdo Arisu/Bảo tàng nước Phòng kinh doanh Hangang Cơ quan An toàn & Sức khỏe Nghề nghiệp Hàn Quốc Chi nhánh phía Đông Seoul Trường trung học cơ sở và trung học Seongsu Donga Mansion APT · Seongsu Hyundai APT Đại học Mở Quốc gia Hàn Quốc và Đại học Khu vực Seoul 1 |

## Hình ảnh

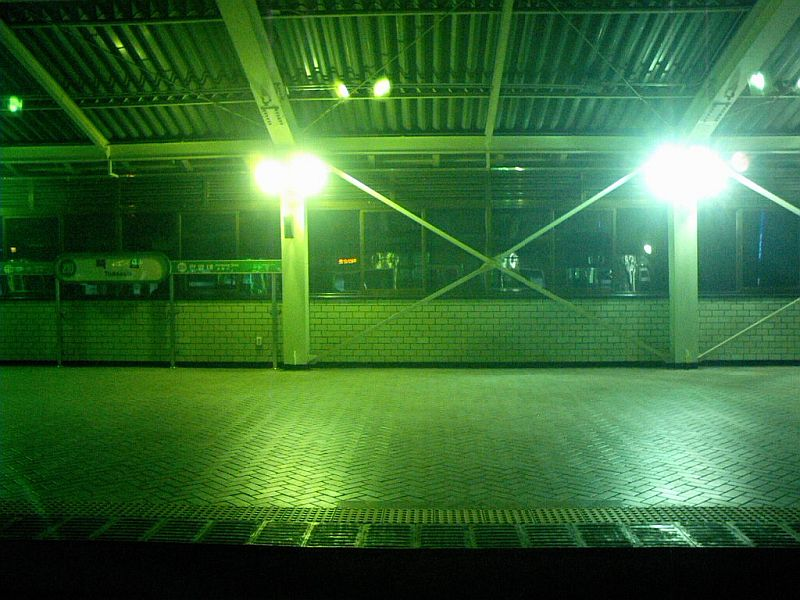
Sân ga (Trước khi lắp đặt cửa chắn)
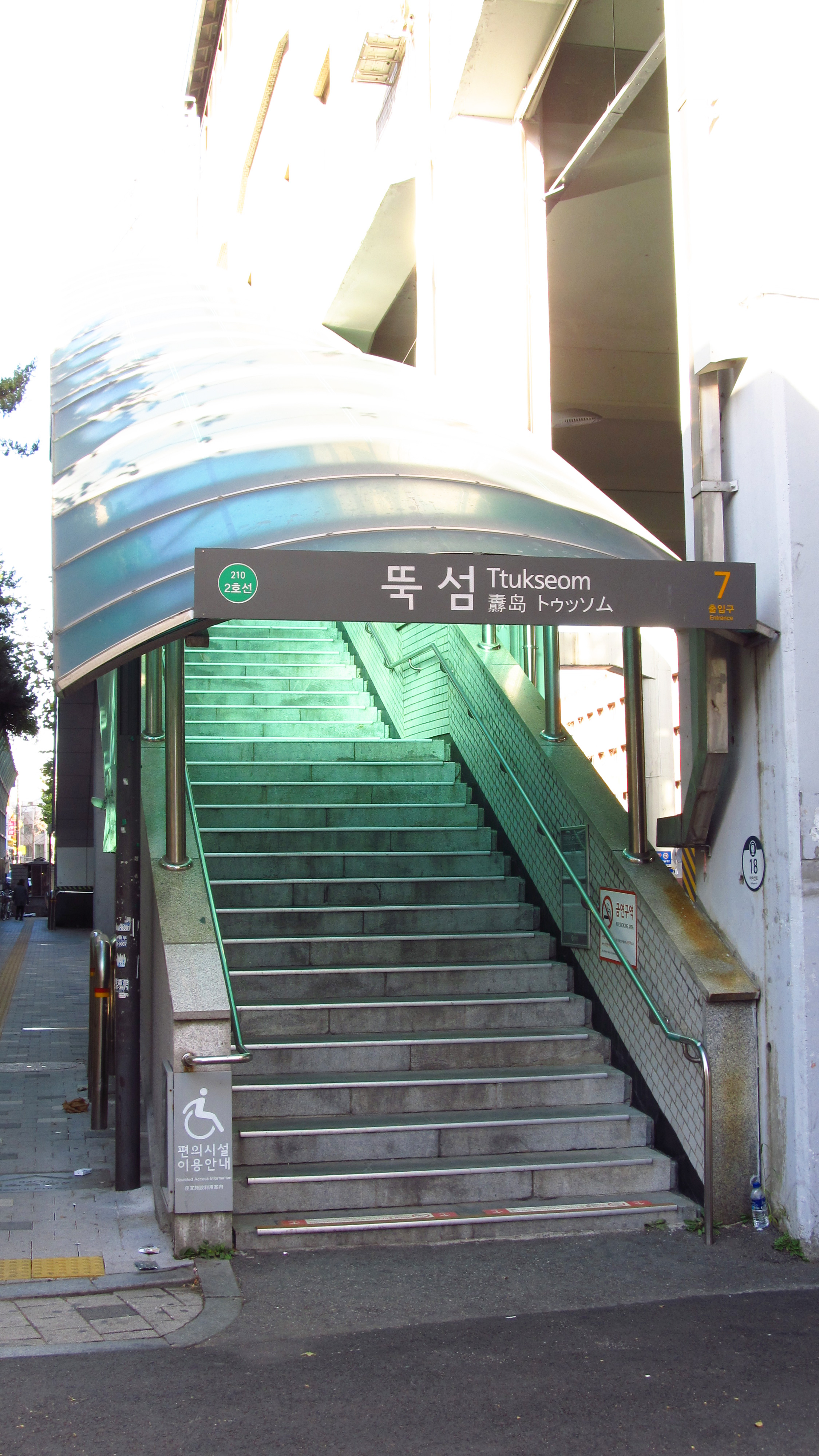
Lối ra 7
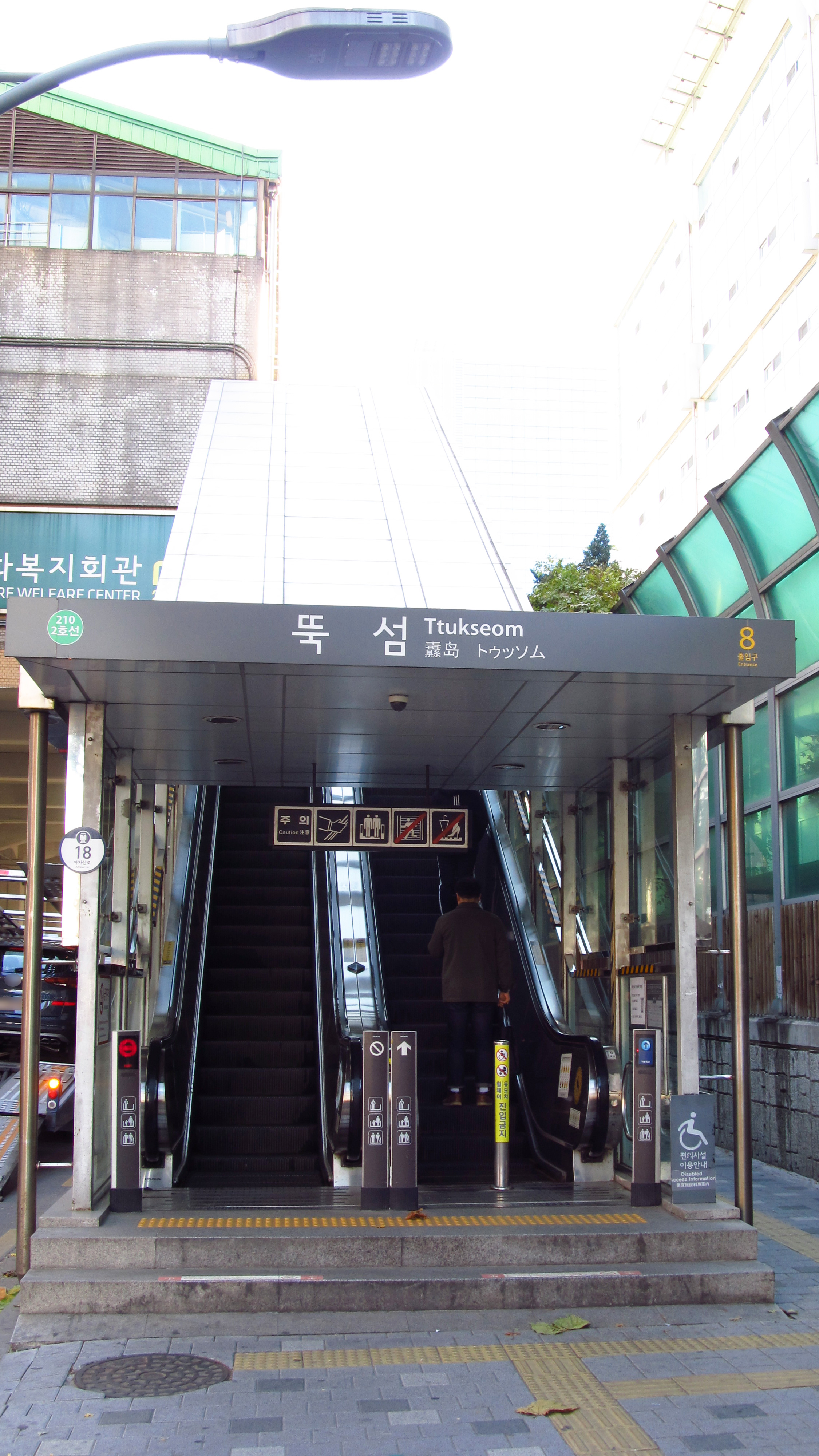
Lối ra 8